# Edward Blom
Edward Blom (22 de octubre de 1970 (54 años), Ekerö, Suecia) es un archivista, historiador del comercio, escritor y una conocida personalidad televisiva en Suecia.
Edward Blom trabaja como ”Director de proyectos especiales" en el Centrum för Näringslivshistoria (Centro de Investigación para la Historia del Comercio),  es editor de la revista  del mismo nombre Centrum för Näringslivshistoria  y es una personalidad de primer orden en materia de  historia del comercio, de la alimentación y de las bebidas. 
Ha realizado gran cantidad de reportajes para el canal sueco de televisión TV8 como “Finansnytt och DI-TV” y la serie ”Fredag med Edward” (Los viernes, con Edward). Pero sus mayores éxitos, los cuales le catapultaron a las máximas cuotas de audiencia y popularidad, los tuvo durante el año 2009 con la serie “Mellan skål och vägg med Edward Blom” (Entre la pared y el plato, con Edward Blom), en la cual viaja a lo largo de Suecia junto con Edward Flower y el periodista especializado en economía Peter Anderson incidiendo en la gastronomía, bebidas e historia propios de los diferentes lugares visitados. Blom, además, interviene regularmente en la radio, en especial en el programa de la emisora P3 “Morgonpasset”.

## Biografía
Nacido en Ekerö (Suecia), es hermano de Anna Dunér. Cursó estudios el año 1989 en el “Nya Elementars Gymnasium” y estudió humanidades en las Universidades de Tréveris, Estocolmo, Upsala y Friburgo de Brisgovia, graduándose en archivística el año 1996.
Blom es uno de los fundadores de la “Verein Corpsstudenten in Schweden”,así como miembro activo de las de la asociaciones “Concordia Catholica”, “Sällskapet Emil Hildebrands Vänner” (Asociación de Amigos de Emil Hilde) y “Par Bricole”. Anteriormente fue vicepresidente de la “Katolsk historisk förening i Sverige” (Unión Histórico-Católica de Suecia). Además ha colaborado mediante la publicación de un gran número de artículos en diferentes publicaciones, como “Arv och Minne” (La herencia y la memoria); “Den lille Fascikeln” (Los Pequeños Fascículos); “Katolskt magasin” (Revista Católica), así como otros diversos en materia de archivística.  Es un miembro destacado en círculos católicos  y en el año 2008 fue ordenado Caballero de la Orden del Santo Sepulcro de Jerusalén por el obispo católico de Estocolmo Anders Arborelius. 

## Blog
Edward Blom tiene un blog en 

## Libros y libros electrónicos
•	Den svenska handelns historia (2006) [La historia del comercio sueco (2006)].
•	Handelsbilder – 125 år med Svensk Handel (2008) [Fotos de Negocios - 125 años con el Organismo Sueco de Comercio (2008)].
•	Tyskarna som industrialiserade Stockholms bryggerinäring : en studie i till Stockholm invandrade tyska bryggare och bryggeriarbetare under 1800-talets senare hälft, med inriktning på nätverk och personer (2007) [Los alemanes que desarrollaron la bebida en Estocolmo: un estudio sobre el inmigrante alemán en Estocolmo, cerveceras, cervecería y los trabajadores durante el 1800, segunda mitad, con un particular enfoque hacia las redes y las personas (2007)].
•	Familjeföreningen Concordia Catholica 1995-2005 – Jubileumsskrift över föreningens senaste decennium med anledning av dess 110-årsjubileum (2005), tillsammans med James Blom [Concordia, Asociación de Familias Católicas 1995-2005 - Aniversario de la asociación Escritura última década a causa de su 110 aniversario (2005), junto con James Blom].
•	ICA-historien – i parti och detalj (2003) [ICA historia - en el comercio mayorista y minorista (2003)]. 
•	Jehan meses - 125 años El servicio en Estocolmo (1999), junto con Lars Lundqvist [Jehan meses - 125 años El servicio en Estocolmo (1999), junto con Lars Lundqvist].

## Artículos en libros y libros electrónicos
•	”Agape”, novell i: Anna Braw (red) Tillsammansmat (2007)"Agape", cuento en: Anna Braw (rojo) Tillsammansmat (2007)].
•	”Säljande gudar och livbojar” i Identitet : om varumärken, tecken och symboler (2002) ["Vender dioses y aros salvavidas" en la identidad de marca, los signos y símbolos (2002)].
•	"Berömda arkivspex och arkivrevyer" i Tjugo år med Arkivrådet AAS (redaktörer Olle Ebbinghaus & Ulrika Grönquist) [”Archivos y de revistas Spex" Veinte años en el Consejo de Archivos de absorción atómica (editores Olle Ebbinghaus y Ulrika Grönquist)].
•	Flera artiklar i cd/dvd:erna Söder i våra hjärtan (1998), The Eriksson Files(2001), Gamla Stan under 750 år (2002) [Varios artículos en el CD / DVD: el Sur en nuestros corazones (1998), Los archivos de Ericsson (2001), la Ciudad Vieja a lo largo de 750 años (2002)].

## Algunas secuencias de televisión y enlaces externos
- . Edward on baksmäla, clip
- . Swedish ölhistoria
- . If Gluntarne
- . Menu Tips for Crown Princess in DITV
- . Teasers from the Middle bowl and wall
- . Edward Blom tells punch history of TV8's Finance